# Церква Святого Миколая (Гарбузів)
Церква Святого Миколая в Гарбузові — парафія і храм греко-католицької громади Залозецького деканату Тернопільсько-Зборівської архієпархії Української греко-католицької церкви в селі Гарбузів Тернопільського району Тернопільської области.

## Історія церкви
У селі здавна існувала дерев'яна церква. Новий мурований храм почали зводити ще в міжвоєнний період, але будівництво припинили через Другу світову війну та радянську владу. У 1989 році завдяки місцевим жителям і підтримці діаспори зі США розпочалася реконструкція недобудованої церкви. У 1991 році львівські художники завершили розпис храму, а у 1993 році за кошти Вірослава Лобура зі США встановили іконостас.
Церква належала до УГКЦ до 1946 року. Хоча її не закривали в радянські роки, богослужіння були заборонені.
Храм Святого Миколая був освячений 9 квітня 2007 року владикою Тернопільсько-Зборівської єпархії Василієм Семенюком. Єпископські візитації відбулися у 2006 році, її провів владика Михаїл Сабрига, а у 2008 році — владика Василій Семенюк.
При парафії діють: братство Матері Божої Неустанної Помочі, УМХ та Вівтарна дружина. На території парафії встановлено хрести на честь скасування панщини (1848 рік), хрест на символічній могилі Українським Січовим Стрільцям та каплицю Святого Миколая, освячену у 2006 році. Парафія також володіє парафіяльним будинком і господарськими приміщеннями.

## Парохи
- о. Василь Мельник (1919—1946),
- о. Павло Борсук (1990—1994),
- о. Олег Дідух (1994—2000),
- о. Василь Чайковський (з 2000).